# Rol de chamada
Rol de chamada é um documento obrigatório que descreve as funções que cada um dos tripulantes tem de realizar nas situações de emergência a bordo de um navio.
A sua existência, obrigatória, está prevista na Convenção Internacional para a Salvaguarda da Vida Humana no Mar de 1974. Este documento deve ser facultado a todo o pessoal embarcado, e deve estar disponível na língua da bandeira de registo, em inglês, e nos casos em que parte substancial da tripulação fale outra língua, deve ser disponibilizado nesta.